# Lingchi

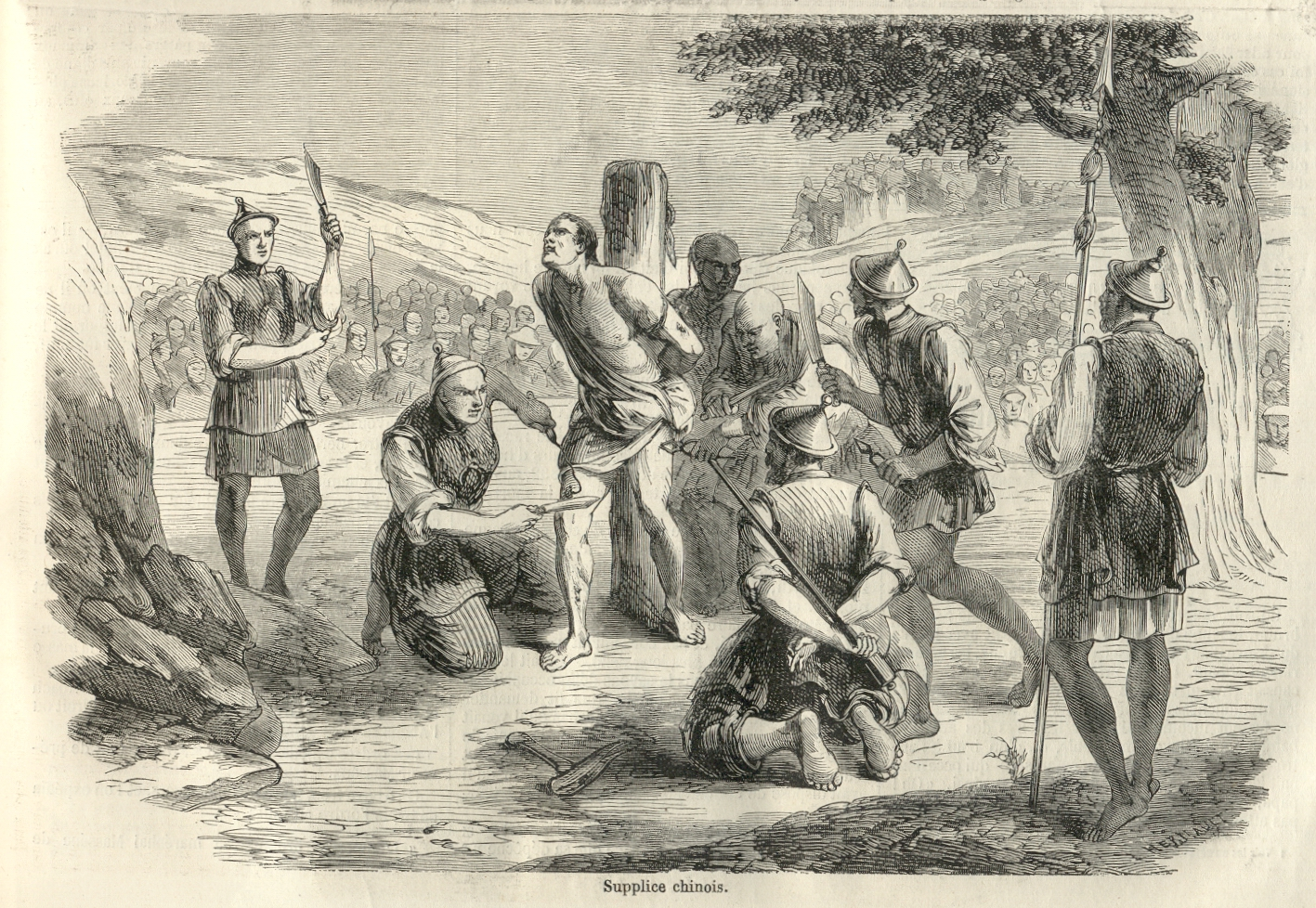
Illustration av lingchi från Le Monde illustré, 1858.

Lingchi (kinesiska 凌遲, bokstavligt "förödmjukande och långsamt" eller "den långsamma processen"), även kallat "att skäras i tusen strimlor" på svenska, var en avrättningsmetod som användes i Kina under hundratals år fram till dess avskaffande år 1905.
Straffet finns inte dokumenterat i den äldsta kinesiska rättshistorien och det är oklart exakt när det introducerades och vad lingchi ursprungligen betyder. Det mesta tyder på att straffet infördes under Liaodynastin (907-1125) och att begreppet lingchi går tillbaka till ett ord på khitanspråket (Khitaner) som betyder "lemlästning".
Straffet, som endast utdömdes i särskilda fall, innebar att den dömde, levande eller död, skars i små bitar. Lagböckerna specificerade inte utförandet i detalj och det varierade därför. Under Qingdynastin genomfördes större delen av styckningen sedan delinkventen (brottsling som ska undergå straff) bragts om livet med ett stick i hjärtat.
I början på 1900-talet dokumenterades bestraffningen för första gången av västerländska fotografer och strimlingstraffet blev så småningom en orientalistisk sinnebild för kinesisk grymhet trots att straffet avskaffades bara ett par år efter det att bilderna blev kända.